# Réginald Cangé
Réginald Cangé, né le 18 janvier 1978 à Port-au-Prince (Haïti), est un auteur-compositeur-interprète et acteur haïtien. Il est l'un des cofondateurs du groupe de musique Zafem,,,. Il est en outre fréquemment considéré comme l'un des meilleurs chanteurs haïtiens à côté de Jude Jean et Alan Cavé,.